# だれでもアソビ大全
『だれでもアソビ大全』（だれでもアソビたいぜん）は、任天堂より2005年11月3日に発売されたニンテンドーDS用ゲームソフトである。Touch! Generationsシリーズの1つ。『Wi-Fi対応 世界のだれでもアソビ大全』、DSiウェアの『ちょっとアソビ大全』についても、この項にて説明する。
2020年にはNintendo Switch用ソフトとして『世界のアソビ大全51』が発売された。

## 概要
お茶の間で定番のボードゲームの他、トランプゲーム、オリジナルのバラエティゲームなど、合わせて40種類以上のゲームを収録したテーブルゲーム集。ワイヤレス通信を利用して複数人で遊ぶ場合はひとつのソフトで最大8人まで楽しむことができる。
カードゲームに関しては、「ババ抜き」などの初心者向けから、「ゴニンカン」などのややマイナーなゲームまで取り揃えており、ある意味、花札や百人一首やトランプ製造会社としても名を馳せる任天堂らしいソフトである。
収録ゲームの一部を変更しニンテンドーWi-Fiコネクションに対応したバージョンが海外で『42 ALL-TIME CLASSICS』（ヨーロッパ・オセアニア版）、『CLUBHOUSE GAMES』（北米版）として発売された。後に日本でもWi-Fi対応 世界のだれでもアソビ大全として発売された。

## 収録ゲーム
★は『Wi-Fi対応 世界のだれでもアソビ大全』未収録。
◆は『世界のアソビ大全51』にも収録。
○は1人プレイ専用。

### おてがるトランプ
- ばばぬき（Old Maid）
- 7ならべ（Sevens）◆
- しんけいすいじゃく（Memory,concentration）◆
- ダウト（Doubt）
- スピード（Spit）◆
- ページワン（Last card）[1]
- アメリカンページワン（Last card Plus）
- スローモー（Pig）

### おとなのトランプ
- だいふごう（President）◆
- ポーカー（Five card draw）
- ブラックジャック（Black jack）◆
- クロンダイク（Solitaire,Patience）◆○
- セブンブリッジ（Seven Bridge）
- ラミー（Rummy）

### トリックテイキング
- ハーツ（Hearts）
- ナポレオン ★
- スペード（Spades）
- コントラクトブリッジ（Contract Bridge）
- ゴニンカン ★
- ナップ（Nap）

### 和風ゲーム
- ごもくならべ（Connect Five）◆
- しょうぎ（Shogi）◆
- はさみしょうぎ（Hasami Shogi）
- ぐんじんしょうぎ（Field Tactics）
- はなふだ（Koi-Koi）◆ - 競技方法は「こいこい」
- ぼうずめくり ★

### ボードゲーム
- リバーシ（Reversi）◆
- バックギャモン（Backgammon）◆
- チャイニーズチェッカー（Chinese Checkers）◆
- チェス（Chess）◆
- チェッカー（Checkers）◆
- すごろく ★

### バラエティゲーム
- バランスゲーム（Balance）- シーソー型の不安定な台上に1人1個ずつブロックを載せていく。すでに載っているものを含めてブロックが台から落ちてしまったプレイヤーは脱落となり、最後に残ったプレイヤーの勝ち。
- ことばさがし（Word Balloon）- 81種類の文字から1人1字ずつ照合していき正解の言葉を探し当てる。違う文字は全プレーヤーに公開される。プレイヤーは正解を見つけた順に順位がつく。20回外れたプレーヤーは脱落。
- ラストワン ★ - 数十個並んだマークを1人ずつ消していき、最後の1個を消してしまったプレイヤーの負け。マークは真横に並んだものに限り一度に複数消してもよい。
- ソーダゲーム（Soda Shake）- ソーダの入ったビンを1人ずつ振っていき、ソーダが吹き出てしまったプレイヤーの負け。
- シーソーゲーム ★ - 手持ちの3種類16個の錘を任意の数だけ天秤に載せて計量を行い、数回繰り返して一番重かった回数の多いプレイヤーの勝ち。他プレイヤーの載せる錘は計量時まで確認できず、また錘は各個一度限りしか使えない。

### アクションゲーム
- ボウリング（Bowling）◆
- ダーツ（Darts）◆
- おはじきゴルフ [2]★
- おはじきビリヤード（Billiards）[3]
- おはじきじんとり（Takeover）

## モード
1人プレイの場合は3つのモードが用意されている。

### フリープレイ
好きなゲームを選択して遊ぶモード。メンバーやルールの設定変更も可能。各ゲームの勝利数およびクリア回数に応じて、デザインのレパートリーが増える。

### スタンプラリー
全42ゲームを順番にプレイし、スタンプを3つ集めて次のゲームに進み、完走を目指すモード。フリープレイの隠しゲームを手に入れるためには、このモードで登場した該当のゲームを一度プレイし、クリアする必要がある。
| レベル | ゲーム                       |
| ------ | ---------------------------- |
| 1-1    | ばばぬき                     |
| 1-2    | ソーダゲーム                 |
| 1-3    | 7ならべ                      |
| 1-4    | ぼうずめくり                 |
| 1-5    | ページワン                   |
| 1-6    | スピード                     |
| 1-7    | ラストワン                   |
| 1-8    | スローモー（隠しゲーム）     |
| 2-1    | すごろく                     |
| 2-2    | ことばさがし                 |
| 2-3    | リバーシ                     |
| 2-4    | ブラックジャック             |
| 2-5    | ダウト                       |
| 2-6    | ボウリング                   |
| 2-7    | アメリカンページワン         |
| 2-8    | しょうぎ                     |
| 2-9    | シーソーゲーム（隠しゲーム） |
| 3-1    | しんけいすいじゃく           |
| 3-2    | だいふごう                   |
| 3-3    | おはじきじんとり             |
| 3-4    | セブンブリッジ               |
| 3-5    | バランスゲーム               |
| 3-6    | ポーカー                     |
| 3-7    | はさみしょうぎ               |
| 3-8    | ラミー（隠しゲーム）         |
| 4-1    | ごもくならべ                 |
| 4-2    | ナポレオン                   |
| 4-3    | はなふだ                     |
| 4-4    | スペード                     |
| 4-5    | チャイニーズチェッカー       |
| 4-6    | ハーツ                       |
| 4-7    | チェス                       |
| 4-8    | おはじきゴルフ               |
| 4-9    | チェッカー（隠しゲーム）     |
| 5-1    | ぐんじんしょうぎ             |
| 5-2    | おはじきビリヤード           |
| 5-3    | ゴニンカン                   |
| 5-4    | ダーツ                       |
| 5-5    | バックギャモン               |
| 5-6    | コントラクトブリッジ         |
| 5-7    | クロンダイク                 |
| 5-8    | ナップ（隠しゲーム）         |

スタンプの押される数は
3人以上で対戦するゲーム(2対2を除く)
1位:3個  2位:2個  3位以下:1個  全員引き分け:3個
2人or2対2で対戦するゲームor「ソーダゲーム」「ラストワン」
勝ち:3個  負け:１個  引き分け:2個
１人用ゲーム
クリア:3個  失敗:0個

### チャレンジ
難問を解くモード。1問クリアする毎に隠しマークが1つ解放される。全ての問題をクリアすると音楽を「ポップ」調に変更できる。
| 番号 | ゲーム                 | クリア条件                                                                     |
| ---- | ---------------------- | ------------------------------------------------------------------------------ |
| 1    | ダウト                 | 誰かがあがる前にダウトを5回以上連続で成功させる。                              |
| 2    | しんけいすいじゃく     | 3分で全てのカードをめくる。                                                    |
| 3    | ブラックジャック       | 10ラウンド終了時点でチップを500以上。                                          |
| 4    | だいふごう             | 最下位から1位になる。                                                          |
| 5    | ラミー                 | ゴーイングラミーであがる。                                                     |
| 6    | ハーツ                 | シュートザムーンであがる。                                                     |
| 7    | ナップ                 | ミゼールであがる。                                                             |
| 8    | スペード               | ニルであがる。                                                                 |
| 9    | ゴニンカン             | スコンクであがる。                                                             |
| 10   | バックギャモン         | バックギャモン勝ち。                                                           |
| 11   | チャイニーズチェッカー | 7コマ連続で飛び越える。                                                        |
| 12   | チェッカー             | 自分の駒を10個以上残して相手の駒を全滅させる。相手の駒を動かせなくすると失敗。 |
| 13   | リバーシ               | 4つの角を取る。                                                                |
| 14   | リバーシ               | 全ての駒を相手の色にする。                                                     |
| 15   | ぐんじんしょうぎ       | スパイで相手の大将を倒す。                                                     |
| 16   | はさみしょうぎ         | 自分の駒を1枚も取られずに勝利する。                                            |
| 17   | ことばさがし           | 20個の風船で3問以上連続クリア。                                                |
| 18   | おはじきゴルフ         | 1ホールから9ホールを打数30以下で回る。                                         |
| 19   | おはじきゴルフ         | 10ホールから18ホールを打数35以下で回る。                                       |
| 20   | おはじきゴルフ         | ホールインワンを出す。                                                         |
| 21   | おはじきじんとり       | 全てのパネルを自分の色に変える。                                               |
| 22   | バランスゲーム         | 台の上に箱を20個以上乗せる。                                                   |
| 23   | バランスゲーム         | 箱を縦向きに10個以上積み上げる。                                               |
| 24   | ボウリング             | 3回以上連続ストライク。                                                        |
| 25   | ボウリング             | 5回以上連続1ピン倒し。                                                         |
| 26   | ダーツ                 | 200点以上。                                                                    |
| 27   | ダーツ                 | 10投中3回ブルズアイに当てる。                                                  |
| 28   | ソーダゲーム           | 5秒以内にソーダを噴き出す。                                                    |
| 29   | はなふだ               | 五光を出す。                                                                   |
| 30   | はなふだ               | 12ラウンド終了時点で150点以上。                                                |

## Wi-Fi対応 世界のだれでもアソビ大全
『だれでもアソビ大全』の一部の収録ゲーム（7本）を変更し、ニンテンドーWi-Fiコネクションに対応したバージョン。ヨーロッパ・オセアニア版は『42 ALL-TIME CLASSICS』、北米版は『CLUBHOUSE GAMES』のタイトルで発売された。日本では『Wi-Fi対応 世界のだれでもアソビ大全』のタイトルで2007年4月19日に発売された。全世界のプレイヤーと通信対戦が可能。(現在はニンテンドーWi-Fiコネクションのサービスは終了している。)
日本・北米では全年齢対象だが収録ゲームのうちポーカーとブラックジャックがギャンブルに通じることやダーツが一部の国で有害玩具に指定されている関係でヨーロッパの審査機関・PEGIでは12歳以上対象、オーストラリアの審査機関・OFLCではPG（Parental Guidance、8歳以上かつ保護者の指導が必要）とされている。

### 新規収録ゲーム
◆は『世界のアソビ大全51』でも収録。
○は1人プレイ専用。
- テキサスホールデム（Texas Hold'em）◆[5]
- ドット&ボックス（Dots & Boxes）◆
- グリッドアタック（Grid Attack）
- ルドー（Ludo）◆
- ドミノ（Dominoes）◆
- 麻雀ソリティア（Mahjong Solitaire）◆○
- 脱出パズル（Escape）

### Wi-Fi対応ゲーム
- 7ならべ
- 神経衰弱
- 大富豪
- ページワン
- アメリカンページワン
- ポーカー
- ブラックジャック
- セブンブリッジ
- コントラクトブリッジ
- ラミー
- ハーツ
- スペード
- ナップ
- テキサスホールデム
- 将棋
- チェス
- バックギャモン
- はさみ将棋
- 軍人将棋
- 五目並べ
- チェッカー
- チャイニーズチェッカー
- リバーシ
- ダーツ
- ボウリング
- おはじきビリヤード
- おはじきじんとり
- バランスゲーム
- 花札
- ソーダゲーム
- ことばさがし
- ドミノ
- グリッドアタック
- ドット&ボックス
- ルドー

## ちょっとアソビ大全
『だれでもアソビ大全』の一部のゲームを抽出したニンテンドーDSiウェア。価格は各500DSiポイント。ワイヤレス通信で8人までのDS、DS Lite、DSiでの対戦プレイが可能だが、『だれでもアソビ大全』および『Wi-Fi対応』との通信やWi-Fiによる対戦は出来ない。
『ちょっとアソビ大全 おてがるトランプ』には「おてがるトランプ」のうち5つのトランプゲーム（ばばぬき、スピード、7ならべ、神経衰弱、ダウト）を収録。ヨーロッパでは『A Little Bit of... All Time Classics: Family Games』のタイトルで配信された。
『ちょっとアソビ大全 じっくりトランプ』には「おとなのトランプ」のうち5つのトランプゲーム（ブラックジャック、ページワン、アメリカンページワン、だいふごう、ポーカー）を収録。北米では『Clubhouse Games Express: Card Classics』、ヨーロッパでは『A Little Bit of... All Time Classics: Card Classics』のタイトルで配信された。
『ちょっとアソビ大全 おなじみテーブル』には「テーブルゲーム」のうち5つのテーブルゲーム（リバーシ、将棋、はさみ将棋、五目並べ、花札）を収録。全てのテーブルゲームは2人まで対戦可能で、3人以上でプレイしない人の場合は観戦になる。ヨーロッパでは『A Little Bit of... All Time Classics: Strategy Pack』のタイトルで配信された。
中国ではちょっとアソビ大全に相当するソフトとして『一下下名遊大全 経典重温』『一下下名遊大全 軽松休閑』『一下下名遊大全 智勇双全』の3本が販売された。収録されているゲームは日本や北米、ヨーロッパで発売されたものと大きく異なっており、 『経典重温』にはブラックジャック、ハーツ、ごもくならべ、おはじきじんとり、  脱出パズルが、『軽松休閑』にはばばぬき、しんけいすいじゃく、チャイニーズチェッカー、ルドー、バランスゲームが、『智勇双全』にはダウト、だいふごう、リバーシ、ドット&ボックス、ドミノが収録されている。なお、中国では『だれでもアソビ大全』および『Wi-Fi対応 世界のだれでもアソビ大全』に相当するソフトは発売されていない。